# Comtat de Fesensac
El comtat de Fesensac fou una jurisdicció feudal de Gascunya, centrada a Vic de Fesensac. La regió feia part del ducat de Gascunya. A la mort del duc Garcia I el Corb cap al 926, el fill segon, Guillem, va rebre el territori de Fesensac i el d'Armanyac amb títol de comte. Guillem va viure fins al 960 i al morir va repartir els seus dominis entre els dos fills: el gran, Odó (Odó Falta), el Fesensac; el segon, Bernat I, l'Armanyac, i al tercer, Fredeló, el Gausa o Gause. Bernat Odó fou el pare d'Aimeric i de Ramon Coppa, bisbe d'Auch mort el 1049. Aimeric va deixar el comtat a Guillem I menys la senyoria de Montesquiu que la va deixar al fill Ramon Aimeric I, que va fundar una dinastia senyorial. A començaments del segle xii l'hereva Assalina (o Astamura) es va casar amb Guerau III comte d'Armanyac, que va morir el 1160. Amb el seu fill Bernat la unió dels comtats de Fesensac es feu total i definitiva.

## Llista de comtes
- Guillem I 926-960 (comte també a l'Armanyac)
- Odó Falta (fill) 960-?
- Bernat Odó Mancius Tinea (fill) ?-?
- Aimeric (fill) ?-c. 1050
- Guillem Astanove (fill) c. 1050-?
- Aimeric II Fortin (fill) ?-1103
- Astanove II (fill) 1103-?
- Assalina (Astamura) (filla) ?-c. 1150
- Guerau I (espòs) c. 1120-1160 (III d'Armanyac)
- Bernat I (fill) 1160-1188 (IV d'Armanyac)
- Unió permanent a Armanyac 1160